# آنتن ترازبندی
در مخابرات و مهندسی رادار، آنتن ترازبندی محور حداکثر بهره (حداکثر توان تابشی) یک  آنتن جهت‌دار است. برای اکثر آنتن‌ها، ترازبندی محور تقارن آنتن است. به عنوان مثال، برای آنتن‌های بشقابی محوری، آنتن ترازبندی محور تقارن بشقاب پربولیکی است و الگوی تابش آنتن (گلبرگ اصلی) در مورد محور ترازبندی متقارن است. بیشتر محورهای آنتن ترازبندی با شکل آنها ثابت شده و قابل تغییر نیستند. با این وجود آنتن‌های آرایه فازی می‌توانند پرتو را به صورت الکترونیکی هدایت کنند و با تغییر فاز نسبی امواج رادیویی ساطع شده توسط عناصر مختلف آنتن، زاویه ترازبندی را تغییر دهند، و حتی پرتوها را در جهت‌های مختلف (چند ترازبندی) تابش کنند.
اصطلاح ترازبندی از آنتن‌های پربهره مانند بشقابی پربولیک، که پرتوهای باریک و مدادی شکل تولید می‌کنند، تهیه شده‌است که هدف قرار دادن دقیق آنتن گیرنده دور دشوار است. این‌ها معمولاً برای کمک به هدف‌گیری، مجهز به ترازبندی‌های نوری هستند.